# Cetonana curvipes
Cetonana curvipes är en spindelart som först beskrevs av Tucker 1920.  Cetonana curvipes ingår i släktet Cetonana och familjen flinkspindlar. Inga underarter finns listade i Catalogue of Life.